# Charles Blondelet
Charles Blondelet est un acteur, auteur dramatique et chansonnier français né Désiré Jacques François Blondelet le 4 novembre 1820 à Paris et mort le 2 décembre 1888 à Courbevoie,.
Il joua au Théâtre des Variétés de 1858 à 1888.

## Œuvres
- La-i-tou et Tralala avec la collaboration de Michel Bordet, folie-vaudeville en 1 acte ; Dechaume ; 1858
- Ah, il a des bottes, Bastien, vaudeville en 1 acte ; Librairie Théâtrale ; 1859
- Le diable au corps, féérie-vaudeville en 1 acte ; Librairie Théâtrale ; 1859
- Le beau Paris, avec la collaboration de Félix Baumaine, saynete-bouffe mis en musique par Léon Roques ; Egrot ; 1868
- Deux auteurs incompris, opérette bouffe en 1 acte mis en musique par Félix Jouffroy ; Librairie Théâtrale ; 1868
- L'assommoir procédé d'une conférence sur l'Assommoir, ambiguë parodie en 1 acte avec la collaboration de Félix Baumaine ; Le Bailly ; 1879
- Les Rois s'amusent, ou les Deux Henriot, opérette en 1 acte mis en musique par Édouard Deransart ; Feuchot ; 1883

## Théâtre
- 1860 : Oh ! là là ! qu' c'est bête tout ça ! de Clairville et Théodore Cogniard, Théâtre des Variétés
- 1861 : L'Amour en sabots d'Eugène Labiche et Alfred Delacour, Théâtre des Variétés
- 1865 : L'Homme qui manque le coche d'Eugène Labiche et Alfred Delacour, Théâtre des Variétés
- 1869 : Le Mot de la fin de Clairville et Paul Siraudin, Théâtre des Variétés
- 1870 : Le Ver rongeur de Jules Moinaux et Henry Bocage, Théâtre des Variétés
- 1873 : Les Merveilleuses de Victorien Sardou, Théâtre des Variétés
- 1875 : La Revue à la vapeur de Paul Siraudin, Henri Blondeau et Hector Monréal, Théâtre des Variétés
- 1875 : Les Trois Épiciers de Joseph-Philippe Lockroy et Anicet Bourgeois, Théâtre des Variétés
- 1875 : Les Bêtises d'hier de Clairville, Hippolyte Cogniard et Paul Siraudin, Théâtre des Variétés
- 1876 : Le roi dort d'Eugène Labiche et Alfred Delacour, Théâtre des Variétés

## Sources
- Angelo de Gubernatis : Dictionnaire international des écrivains du jour (page 339) 1888-1891